# デジタルピンボール
デジタルピンボール (Digital Pinball) は、カゼ (KAZe Co.,Ltd.) より発売されたセガサターン用ピンボールゲームのシリーズ。後にKAZeのピンボールゲームのブランド名となった。
セガサターン版はインターレースモードを使った高解像度表示が特徴であるほか、ゲーム用に設計された複数のピンボール台が収録されており、詳細なインストラクションマニュアルによって各台のルールが説明されている。ゲームデザインおよびグラフィックデザインは小林孝志。

## ラストグラディエーターズ
『ラストグラディエーターズ』(LAST GLADIATORS)は、剣闘士をモチーフにした台など4つのピンボール台を収録している。1997年にはボールの挙動の修正などを施したバージョンアップ版『ラストグラディエーターズ Ver.9.7』が発売された。音楽担当はダグ・アルドリッチ、高濱祐輔。
2010年4月にはビサイドよりiPhone移植版がリリースされた（KAZe監修）。Ver.9.7をベースとしたVer.2010となっている。GLADIATORSのみ収録で、残りの3台はアドオン購入となる。同年6月のアップデートでiPadに対応したほか、筐体のバックボックスとプレイフィールドが同時表示される縦画面モードが追加された。2018年時点では既に配信終了となっている。
- GLADIATORS
- KNIGHT OF THE ROSES
- DRAGON SHOWDOWN
- WARLOCK

## ネクロノミコン
『ネクロノミコン』(NECRONOMICON)は、「ネクロノミコン」というタイトル通り、クトゥルフ神話をモチーフにした3つのピンボール台を収録している。前作よりも台数は減ったが、透明度の高いランプレーン、台の装飾が変形するといった実機ではありえないギミックや最大7球が排出されるマルチボールモードおよびフィーチャーラウンドなど、プレイ演出が強化されている。音楽担当はドリーム・シアターのジョン・ペトルーシ、高濱祐輔。
プレイモードとしては、任意の台を選んで遊ぶモードとは別に、遊ぶ台の順番が固定されているストーリーモードがある。ストーリーモードではクリア条件が設定されており、クリアするとムービー演出が発生する。
ストーリーモードでは初心者向けの「ARKHAM」からスタートする。「ARKHAM」クリア後は、中級者向けの「CULT OF THE BLOODY TONGUE」に移行する。最終ステージに相当する「DREAMLANDS」の舞台設定は地球外惑星である。

## ブランドとしてのデジタルピンボール
『ネクロノミコン』より「デジタルピンボール」(Digital Pinball)のロゴが用いられるようになった。○にDP（「D」は左右反転）のデザイン。登録商標化されている。
セガサターン版のスタッフ退社後はKAZeのピンボールゲームのブランドとなり、監修のみの作品にもデジタルピンボールの名が冠されている。